# Dumitru Holom
Dumitru Holom (n. 1853, Idiciu – d. 16 aprilie 1924, Nazna) agricultor – membru în comitetul Reuniunii de înmormântare din Nazna, președinte al Comitetul de cenzuri la Banca Populară Poporul

## Date biografice
Locul și data nașterii :Idiciu, jud Mureș 1853

Studii: patru clase primare

Agricultor, membru în comitetul Reuniunii de înmormântare din Mazna,Micești,Sâncraiu de Mureș și Cornățel.Între 1919-1924 este primar în Nazna și președinte al Comitetului de cenzori la Banca populară ”Poporul”. A decedat la Nazna, la 16 aprilie 1924.